# Can Passasserres
Can Passasserres és un edifici de Corbera de Llobregat (Baix Llobregat) inclòs en l'Inventari del Patrimoni Arquitectònic de Catalunya.

## Descripció
És una construcció que conserva en part les característiques de les velles cases de Corbera de Dalt, obrada amb parets de pedra (tapàs vermell) de marès molar i morter de calç. El portal principal té dues dovelles i la llinda caironades assenyalant la data de construcció l'any 1776.
Originàriament els laterals i la part posterior aïllaven la casa del contorn veí. Actualment la part Est hi ha reformes i addicions que han eliminat l'espai, segurament d'hort, que ja existia.

## Història
El llinatge dels Boltà es coneix per la inscripció a l'arxiu parroquial de Gelida de Joan Voltà el 1585 (data post Trento que obligà al registre de bateigs). Un dels descendents es casà amb una filla de Corbera el 1745, establint-se allà, i el fill hereu, Josep Voltà i Rigol construí la casa. Fins avui ha seguit conservant el nom a través de 14 generacions, si bé l'escriuen Boltà.
Als anys 1980, el propietari de la casa era el constructor Jaume Boltà i Canyelles, mestre d'obres, seguint la nissaga amb el fill, Jaume Boltà i Fisa, aparellador.
El pare dels Boltà i Canyelles fou víctima de l'Alçament del 1936.